# سنگ‌نوشته کرتیر در کعبه زرتشت

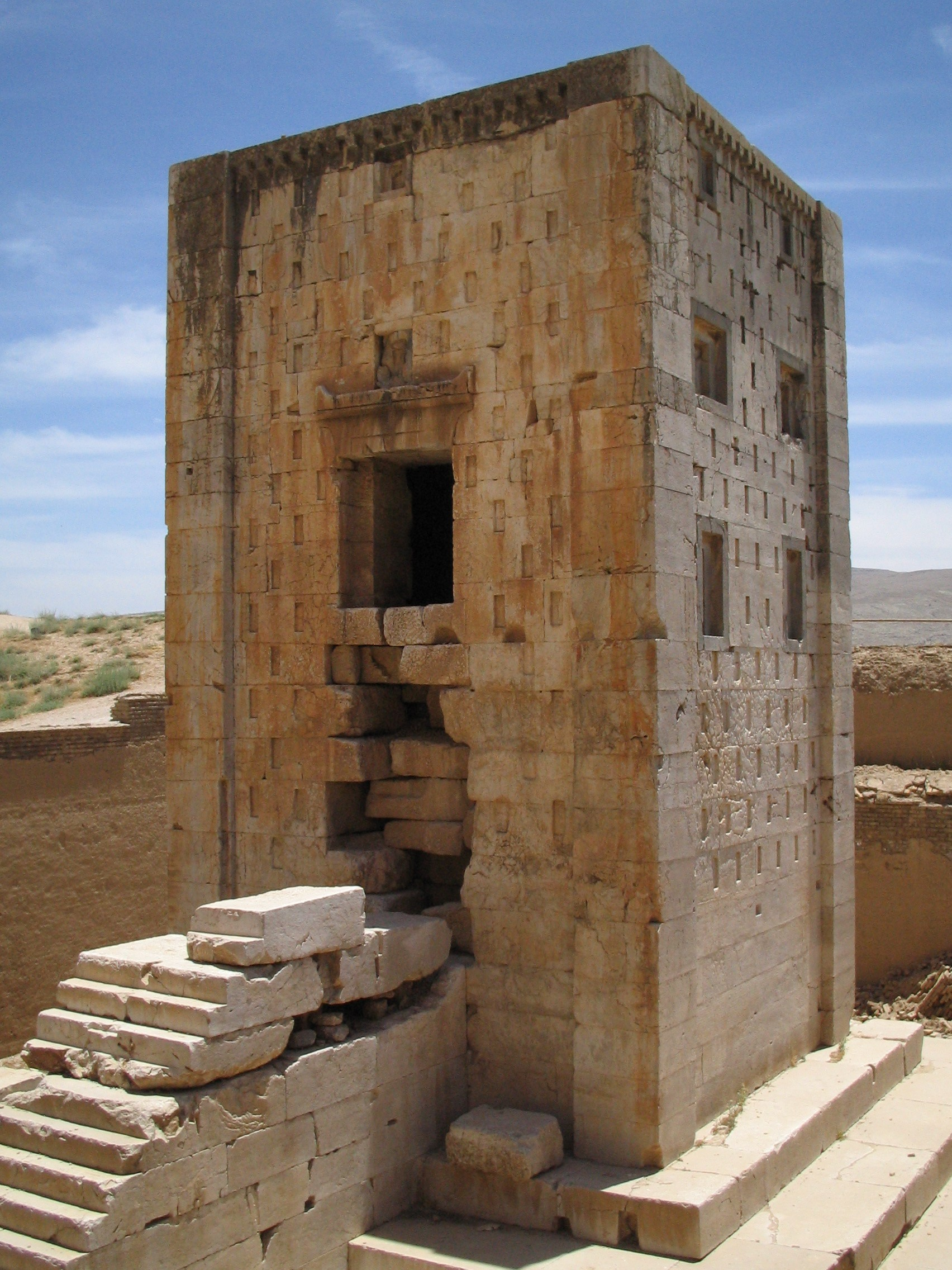
کتیبه کرتیر در ضلع شرقی کعبه زرتشت در زیر کتیبه شاپور یکم در کعبه زرتشت

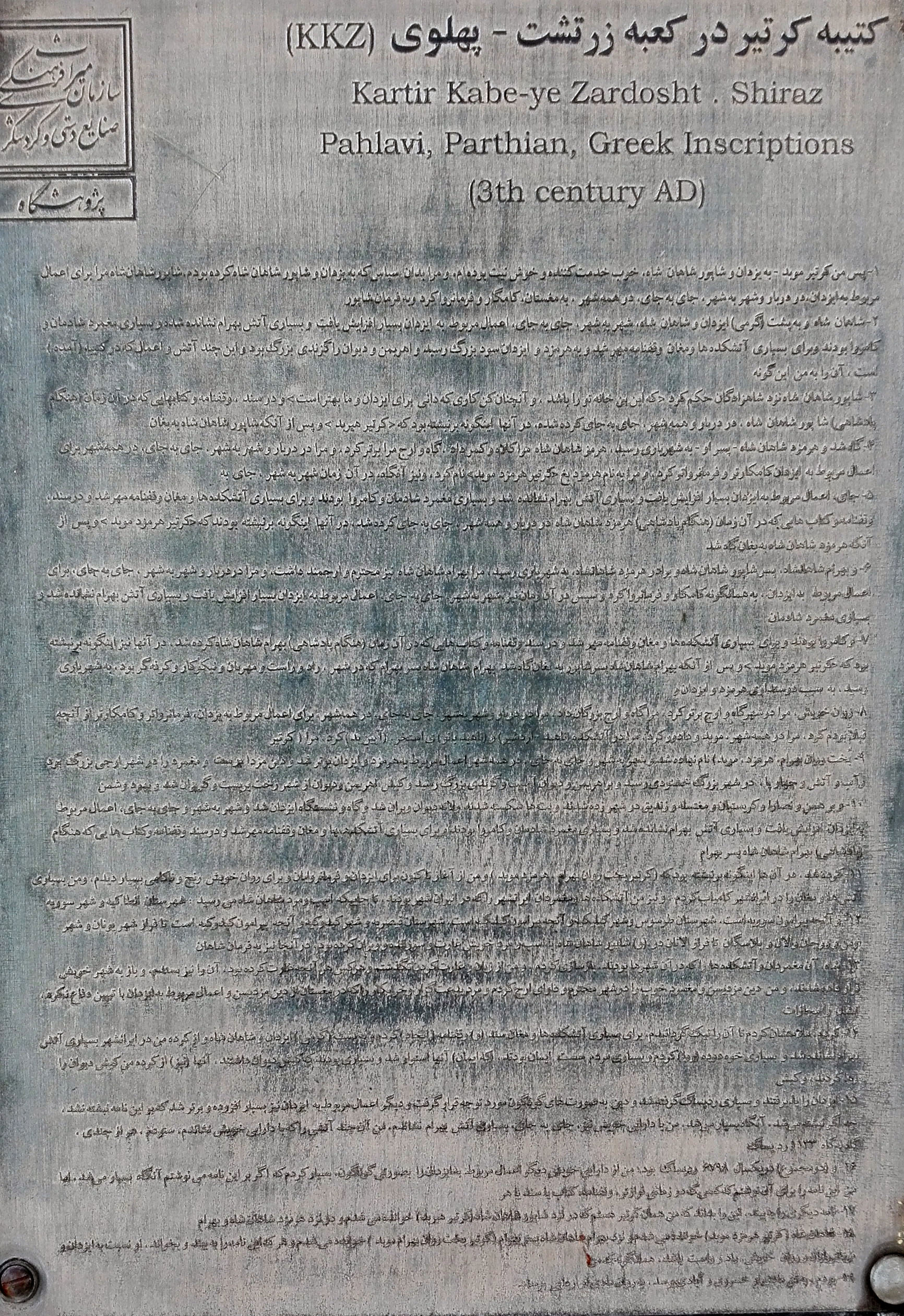
ترجمه کتیبه کرتیر در کعبه زرتشت

کتیبهٔ کرتیر در کعبه زرتشت در زیر نگارش سنگ‌نوشته شاپور یکم در کعبه زرتشت نگاشته شده‌ است. در این قسمت کتیبهٔ شاپور در سطح بالاتری از دیوار کنده شده بوده و جای خالی برای کتیبهٔ کرتیر وجود داشته‌ است. این کتیبه دارای ۱۹ سطر و شامل این مطالب است: کرتیر در ابتدا خود را معرفی می‌کند و سپس عناوین و القاب خود را در زمان پادشاهان گذشته می‌آورد. در زمان شاپور یکم عنوان هیربد داشته‌است. هرمز یکم عنوان موبد اورمزد یا موبد اهورامزدا را همراه با کلاه و کمر که تشریف بزرگان بوده، بدو بخشیده‌ است. همین عنوان را کرتیر در زمان بهرام یکم برادر هرمز یکم نیز داشته‌ است. پس از آن که بهرام دوم پسر بهرام یکم به سلطنت رسید، بر عناوین کرتیر افزوده شد. آنگاه کرتیر به ذکر فعالیت‌های دینی خود مانند مبارزه با ادیان دیگر مسیحیان و مانویان و یهودیان و غیره و ساختن آتشکدهها و تخصیص موقوفات برای آنها می‌پردازد. هم چنین از اصلاح موبدانی که به نظر او دچار انحراف بوده‌اند سخن به میان می‌آورد فهرست ایالاتی را که در زمان شاپور یکم به تصرف ایران درآمده بود نام می‌برد و سرانجام کتیبه با دعا پایان می‌پذیرد.